# ليه أنيات (مترو باريس)
ليه أنيات (بالفرنسية: Les Agnettes)‏ هي محطة مترو تابعة لمترو باريس تقع في فرنسا في أسنيير-سور-سين.[بحاجة لمصدر]